# J. K. Gill Company
J.K. Gill Company, también conocida como J.K. Gill y Gill's, fue una compañía de suministros de oficina especializada en libros y útiles escolares, con sede en Portland, Oregón, Estados Unidos. La empresa existió durante unos 130 años. Operando principalmente en los estados del noroeste del Pacífico de Oregón y Washington, la compañía en su apogeo empleó a más de 500 y tenía tiendas minoristas en cuatro estados del oeste, incluidos California y Arizona.

## Historia
Mientras enseñaba en 1866 en la Universidad de Willamette bajo la supervisión de Thomas Milton Gatch, el recién graduado Joseph K. Gill compró una compañía de suministros escolares en Salem, Oregón, y abrió una pequeña librería allí en 1867. En 1868, Gill construyó una nueva tienda más grande con su socio C.F. Yeaton en Salem, y en 1870 vendió su negocio a Yeaton y se mudó a Portland. Allí formó una sociedad con George A. Steel y compró la papelería Harris and Holeman en la esquina de las calles Front y Washington. Gill and Steel comercializó una variedad de libros y suministros de oficina. La compañía se mudó a mediados de la década de 1870, abriendo en First y Oak para estar cerca del Ladd and Tilton Bank en First and Stark. Steel se retiró en 1878, y la firma pasó a llamarse J.K. Gill and Company. La compañía dividió brevemente sus operaciones mayoristas y minoristas, permaneciendo en First and Oak bajo el nombre de W.B. Ayer and Co. y abriendo el almacén mayorista J.K. Gill cerca de la Fuente Skidmore. En 1888 las dos ramas de la compañía se reunieron bajo el nombre de J.K. Gill, y en 1893 la compañía se trasladó a la antigua Logia Masónica en Third and Alder.

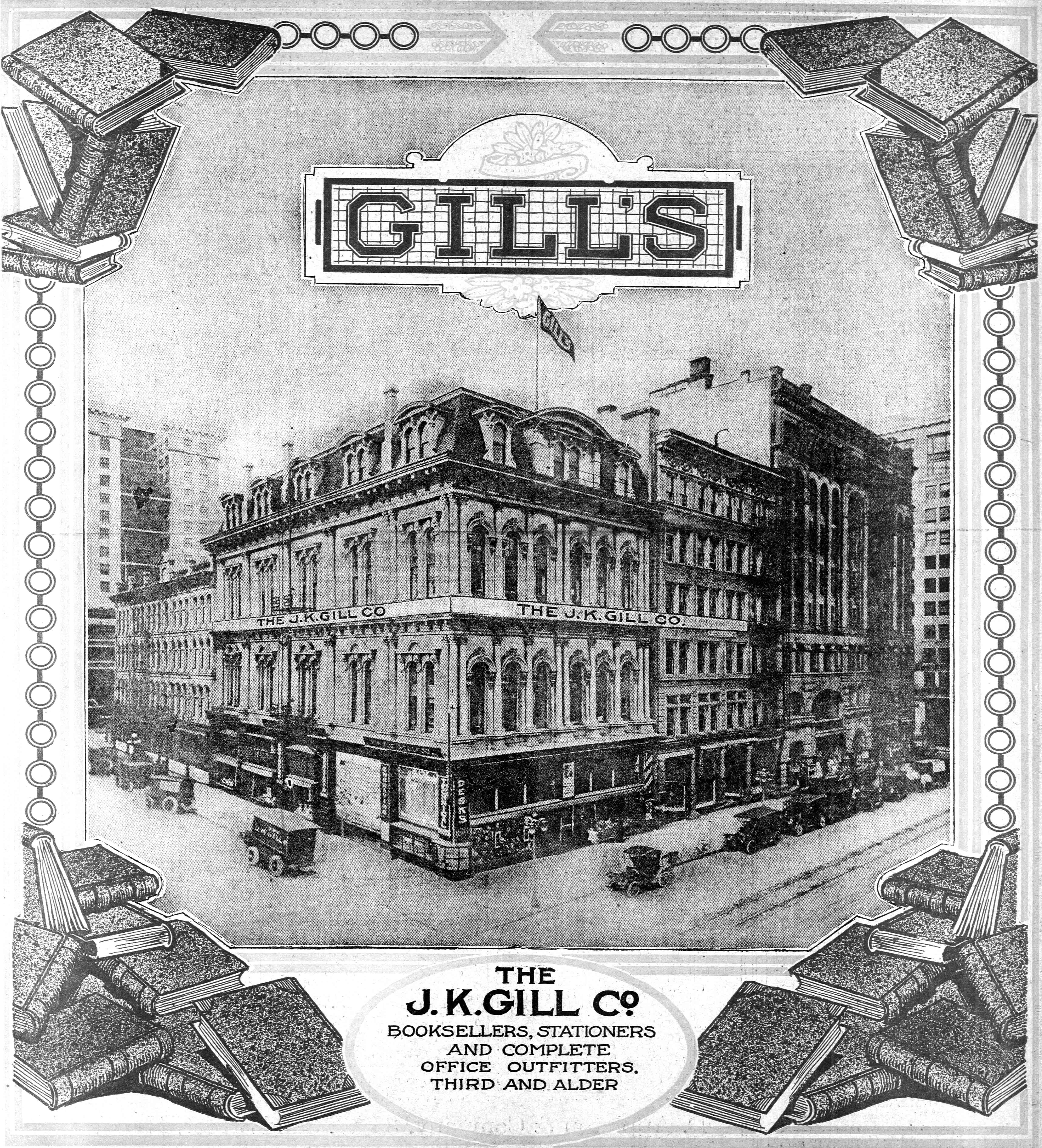
Un anuncio de periódico de 1914 para la J.K. Gill Co., que representa la tienda de 1893

En 1922 la compañía comenzó la construcción de una nueva sede en Fifth y Stark bajo la dirección de los arquitectos Sutton &Whitney. El costo estimado del edificio de ocho pisos fue de $ 300,000, y el costo total, incluyendo la tierra y el mobiliario, fue de aproximadamente $ 600,000. En ese momento, J.K. Gill era considerado el mayor distribuidor de libros en el noroeste del Pacífico y el mayor negocio de su tipo en cualquier ciudad de los Estados Unidos del tamaño de Portland.
Desde al menos la década de 1880, la publicación de libros, litografías y mapas también fue parte del negocio. El Diccionario gill de la jerga chinook era una referencia estándar para los tramperos y comerciantes que hacían negocios entre el pueblo chinook.
Después de la muerte del fundador Joseph K. Gill en 1931, la compañía continuó creciendo. En la década de 1960 comenzó un alejamiento de las tiendas del centro de la ciudad, y en 1990 las tiendas de la cadena estaban ubicadas principalmente en centros comerciales.
La propiedad de la compañía permaneció con la familia Gill hasta 1970, cuando la firma fue vendida a Young & Rubicam. En ese momento, había 11 tiendas en Oregon y Washington y $ 13.8 millones en ventas anuales. Young y Rubicam expandió el negocio, y para 1979 había 36 tiendas en tres estados y las ventas anuales superaron los $ 40 millones (equivalente a $ 143 millones en 2020). J.K. Gill fue adquirida por Bro-Dart Industries en septiembre de 1980, convirtiéndose en una subsidiaria de esa compañía. En ese momento, la compañía empleaba a unas 500 personas y su total de 36 tiendas comprendía 27 en Oregón y Washington, y nueve en California. A principios de 1984, J.K. Gill había agregado dos tiendas en Arizona, y tenía 13 en Oregón, 15 en Washington y un número no especificado en California.
La tienda insignia de 740 metros cuadrados de la compañía en el centro de Portland, en el edificio J. K. Gill Company en 5th y Stark, cerró en 1991. (El condado de Multnomah comenzó a arrendar espacio en el edificio J.K. Gill en 1978 y compró el edificio de nueve pisos en 1988, para uso de las oficinas del Departamento de Salud del condado). El edificio fue agregado al Registro Nacional de Lugares Históricos en febrero de 2021.
En la década de 1990, en medio de la creciente competencia de las compañías nacionales más grandes, Gill's se vio obligado a abandonar el negocio. Sus últimas tiendas cerraron en 1999.